# 秘境之眼
《秘境之眼》是中央广播电视总台与中华人民共和国国家林业和草原局联合制作的一档节目，每天在央视一套除《朝闻天下》外的主要新闻时段前播放，每篇一分四十秒，主要展现从中国大陆各地采集而来的野生动物生存影像及介绍。